# Iva Straková
Iva Straková (Tábor, 4 agosto 1980) è un'ex altista ceca.

## Palmarès
| Anno | Manifestazione  | Sede              | Evento        | Risultato | Prestazione | Note |
| ---- | --------------- | ----------------- | ------------- | --------- | ----------- | ---- |
| 2002 | Europei         | Monaco di Baviera | Salto in alto | 15ª (q)   | 1,87 m      |      |
| 2003 | Mondiali indoor | Birmingham        | Salto in alto | 13ª (q)   | 1,90 m      |      |
| 2003 | Mondiali        | Saint-Denis       | Salto in alto | 21ª (q)   | 1,80 m      |      |
| 2004 | Giochi olimpici | Atene             | Salto in alto | 16ª (q)   | 1,89 m      |      |
| 2005 | Europei indoor  | Madrid            | Salto in alto | 7ª        | 1,89 m      |      |
| 2005 | Mondiali        | Helsinki          | Salto in alto | 11ª       | 1,85 m      |      |
| 2006 | Mondiali indoor | Mosca             | Salto in alto | 10ª (q)   | 1,93 m      |      |
| 2006 | Europei         | Göteborg          | Salto in alto | 22ª (q)   | 1,83 m      |      |
| 2007 | Mondiali        | Osaka             | Salto in alto | 18ª (q)   | 1,91 m      |      |
| 2008 | Mondiali indoor | Valencia          | Salto in alto | 8ª        | 1,93 m      |      |
| 2008 | Giochi olimpici | Pechino           | Salto in alto | 9ª        | 1,93 m      |      |
| 2009 | Europei indoor  | Torino            | Salto in alto | 7ª        | 1,92 m      |      |
| 2009 | Mondiali        | Berlino           | Salto in alto | 19ª (q)   | 1,89 m      |      |
| 2010 | Mondiali indoor | Doha              | Salto in alto | 9ª        | 1,91 m      |      |

## Altre competizioni internazionali
2008
- Argento in Coppa Europa (1st League) ( Leiria), salto in alto - 1,91 m